# Alone in the Dark (videojuego de 2008)
Alone in the Dark, originalmente conocido como Alone in the Dark 5 y Alone in the Dark: Near Death Investigation, es el quinto episodio serie de videojuegos de terror tipo Horror de supervivencia bajo el mismo nombre creado por Infogrames.
El juego fue lanzado en PC, Xbox 360, Wii, PlayStation 3 y PlayStation 2, pero tanto sus fechas como sus desarrolladores fueron distintas. Las versiones de XBox 360, Wii y PlayStation 2 se lanzaron el 30 de junio de 2008. La versión mejorada de PlayStation 3 apareció más tarde, el 21 de noviembre de 2008, bajo el título de Alone in the Dark: Inferno. Todas las versiones fueron programadas por Eden Games excepto las de Wii y PlayStation 2, que fueron desarrolladas por Hydravision Entertainment.

## Argumento
El juego comienza con Edward Carnby, un investigador de eventos paranormales, despertando confundido y con amnesia en la habitación de un hotel después de ser sometido a un exorcismo por un grupo de ocultistas liderados por un sujeto llamado Crowley. Uno de los secuaces de Crowley recibe la orden de ejecutar a Edward en el tejado, pero es asesinado por una fuerza sobrenatural, salvando a Edward. Asimismo, Edward deambula por el edificio que está siendo colapsado en busca de una salida, presencia la muerte de varias personas de manera similar al secuaz, así como un encuentro con una mujer joven poseída por un demonio que dice conocer su pasado. Esto desencadena una pelea entre ellos, y después de enfrentarse a la entidad, Edward conoce a una mujer llamada Sarah Flores, que dice ser comerciante de arte.
Juntos, se dirigen al estacionamiento del hotel, donde se encuentran con Theophile Paddington, un ocultista que realizó el exorcismo de Edward y un viejo amigo y aprendiz suyo. Theo explica que los eventos en el hotel son causados por una piedra que Theo lleva consigo, conocida como la "Piedra Filosofal", la cual Crowley desea utilizar para liberar su poder maligno. Los tres consiguen un automóvil y escapan del hotel encontrando la ciudad destruida de la misma manera que el edificio. Fisuras sobrenaturales emergen de la tierra y los persiguen, causando un terremoto que los lleva a chocar en Central Park. Theo le entrega la piedra a Edward y le dice a él y a Sarah que lo encuentren en el museo de la ciudad, Posteriormente Theo se suicida. Mientras se dirigen al museo, Edward se da cuenta de que tiene una enorme hemorragia debido al choque en el parque. 
Sarah intenta llamar la atención de una ambulancia que ve a lo lejos, pero no tiene éxito y procede a perseguirla, no obstante, Edward se queda en el parque y trata de detener la hemorragia con vendas que encuentra en unos baños públicos. Luego, se dirige hacia la ambulancia para alcanzar a Sarah y en medio del camino recibe una llamada de Crowley, revelándole que su apellido es Carnby. Finalmente, Edward llega a la ambulancia y es atendido por un doctor que cura sus heridas. El doctor busca registros médicos de Edward en la red y revela que tiene más de cien años y desapareció en 1938. Conmocionado, Edward sale de la ambulancia junto a Sarah y se dirigen al museo. Una vez allí, encuentran el fantasma de Theo, quien les explica más sobre la Piedra y revela que Lucifer desea utilizarla para traer el fin del mundo. Paddington también les revela que hay un secreto en Central Park que Edward debe descubrir para detener a Lucifer.
Edward se dirige al castillo de Central Park mientras Sarah se queda en el museo para investigar las notas de Paddington. Sarah le envía varios mensajes de texto a Edward por correo electrónico, lo que le ayuda a aprender más sobre la piedra. Al llegar al Castillo Belvedere de Central Park, Edward descubre una cámara oculta en un templo subterráneo y se encuentra con Hermes Trismegisto, un alquimista que se presenta como el guardián de la piedra filosofal y que lleva una piedra similar a la de Edward. Hermes explica que ambas piedras son una misma y que ha esperado durante siglos al portador elegido de la otra mitad de la Piedra para poder liberar su poder y enfrentar a Lucifer. Edward y Hermes regresan al museo, pero descubren que Sarah ha sido secuestrada por Crowley y la tiene como rehén apuntandole con una pistola en la cabeza.
En una confrontación final, Edward logra matar a Crowley y salvar a Sarah. Luego, Trismegisto los lleva a un gran portal que conecta el mundo de los vivos y el más allá, dicho portal permite que Lucifer reencarne en el mundo de los vivos. Necesitando ambas mitades de la Piedra para que esto suceda, Edward y Hermes juntan las piedras en un pedestal frente al portal. Sin embargo, Lucifer comienza a poseer a Edward. Sarah, decidida a no permitir que Edward se sacrifique, le quita la Piedra, permitiendo que Lucifer comience a poseerla a ella. El jugador tiene dos opciones: matar a Sarah y ser poseído por Lucifer, o dejarla vivir y permitir que el Diablo la use como su recipiente. Si se elige lo primero, Lucifer posee completamente a Edward y declara su intención de gobernar a la humanidad y el juego finaliza. Si se elige lo último, Sarah queda poseída y el diablo se burla de Edward por estar tan solo, a lo que él responde: "Estoy acostumbrado", se aleja derrotado y finaliza el juego.

## Sistema de juego
Alone in the Dark es básicamente un juego de acción, pero también posee características propias de otros géneros, como la conducción, aventura gráfica, película interactiva y Horror de supervivencia.

### Acción
Edward va equipado con una pistola, una linterna y un mechero. A lo largo del juego puede encontrar botellas de líquido inflamable, sprays antimosquitos y similares que puede utilizar para preparar cócteles molotov, usar los sprays para pulverizarlos junto con el mechero e improvisar un soplete, etc.
Edward puede andar, correr, saltar, trepar, golpear y disparar. Usando objetos que haya por el escenario (botes, extintores, pedazos de madera, tuberías, etc) Edward puede dar fuertes golpes para tumbar temporalmente a los enemigos. Puede golpear en 360° gracias al joystick analógico derecho.

### Conducción
El protagonista puede subir y conducir coches para recorrer todo Central Park (que no es precisamente pequeña). Se puede conducir en tercera persona (vista desde el exterior) o en primera persona (desde el interior de la cabina). Antes de conducir el coche, Edward tiene que ponerlo en marcha. Si se da el caso de que no está la llave del contacto, puede hacer un puente al sistema de arranque para ponerlo en marcha. También puede registrar la guantera del coche para ver si hay objetos útiles, encender el foco del techo, tocar el claxon, encender o apagar los faros, e incluso poner la radio.

### Aventura gráfica
Alone in the Dark es un juego que no utiliza sistemas de acertijos tan trillados como buscar una llave para abrir alguna puerta, o colocar mecanismos y similares en un panel para pulsar unas teclas concretas. Los puzles y acertijos de Alone in the Dark son del estilo de las aventuras gráficas clásicas, en el sentido de que hay que interactuar con el escenario para buscar las soluciones y seguir avanzando.

### Película interactiva
Alone in the Dark está presentado como si fuera una temporada de una serie de televisión editada en DVD. En todo momento, el jugador puede acceder a los 10 episodios del juego de forma libre sin necesidad de terminarlo previamente. Las secuencias de video, unidas al ambiente cinematográfico general del juego, da la impresión de estar visionando una serie de televisión. No en vano, cuando Atari y Eden Studios estaban desarrollando el juego, la serie de televisión 24 estaba pegando fuerte en Francia (y viendo tal y como está estructurado el argumento de Alone in the Dark, se puede ver que hay algo de inspiración en la conocidísima serie protagonizada por Kiefer Sutherland.
Esta puede ser una de las razones por la que la crítica le dio malas notas al juego, ya que si se jugaba así sin antes terminarlo se perderían los logros de la versión de XBox 360 y los trofeos de la PlayStation 3.

### Horror de supervivencia
Edward puede sufrir daños si es atacado por los enemigos, por lo que conviene que el jugador vaya siempre equipado tanto con armas, como con sprays de primeros auxilios, que más bien escasean (si no, no sería un Horror de supervivencia).

## Episodios

### Consolas Mayores
- Episodio 1: El Despertar
- Episodio 2: Preguntas
- Episodio 3: Respuestas Dolorosas
- Episodio 4: Replica y Perdida
- Episodio 5: No estas solo
- Episodio 6: La verdad¨
- Episodio 7: La senda de la luz
- Episodio 8: El portador de la luz

### Consolas Menores
- Episodio 1: Comienza la Pesadilla
- Episodio 2: Encuentros Cercanos
- Episodio 3: Central Park Oscuro
- Episodio 4: Refugio en las Alcantarillas
- Episodio 5: Expedición Inesperada
- Episodio 6: El museo maniaco
- Episodio 7: Tras la habitación 943
- Episodio 8: El lugar es la clave
- Episodio 9: Oculto por el parque
- Episodio 10: El portador de la luz

## Crítica
La crítica fue de buena a dura con Alone in the Dark, especialmente con las primeras versiones aparecidas para PC y XBox 360. Una jugabilidad complicada y poco pulida, y excesivos bugs o errores de programación daban al traste con lo que podía haber sido un gran juego. Aplaudían las ganas de innovación de Atari, pero los fallos mencionados perjudicaron al juego, que no vendió tanto como se esperaba. Seis meses después de su lanzamiento, Alone in the Dark se lanzó en PlayStation 3 con una versión renovada y optimizada titulada Alone in the Dark: Inferno, que aunque seguía sin ser definitiva, era la versión que se tenía que haber lanzado en un principio. A pesar de todo, existen muchos jugadores fanáticos de este último Alone in the Dark, y se pueden encontrar varias websites creadas por aficionados y sitios no oficiales de la aventura de Edward Carnby. Algunas de las puntuaciones que se llevaron las distintas versiones en la prensa especializada fueron:
- IGN:
  - PC: 3,5
  - XBox 360: 3,5
  - Wii: 3,1
  - PlayStation 2: 3
  - PlayStation 3: 6,8

- Meristation:
  - PC: 6/10
  - XBox 360: 6/10
  - PlayStation 3: 7/10

- Viciojuegos.com:
  - Xbox 360: 59/100
  - Wii: 40/100
  - PlayStation 2: 65/100
  - PlayStation 3: 70/100

Pese a la crítica mala, muchos sitios web le dieron el premio a mejor juego del año, además de que su única competencia fue Silent Hill:Homecoming, ya que Resident Evil 5 fue un juego de acción.

## Versiones
Exactamente, existen tres versiones de este juego, algunas mejores que otras: la de PC y XBox 360 (la primera que apareció), la de Wii y PlayStation 2, y por último la de PlayStation 3. Aunque las diferencias no son muchas, merece la pena destacarlas por separado.

### Alone in the Dark (PC y XBox 360)
Fue la primera versión "potente", programada por Eden Studios, y su lanzamiento no estuvo exento de críticas. Todo lo que se puede decir de esta versión se puede leer en las líneas de más arriba.

### Alone in the Dark (Wii y Playstation 2)
Estas versiones fueron programadas por Hydravision Entertainment bajo la supervisión de Atari. Estas versiones son las menos espectaculares gráficamente (aceptable en Wii pero algo triste en PS2), y poseen diferencias tanto en el juego como en el argumento. Muchas partes de la historia fueron eliminadas, así como conversaciones y secuencias, por lo que a lo largo del juego se suceden varias lagunas en el argumento que pueden confundir al jugador si no ha jugado a alguna de las versiones "mayores" (PC o XBox 360). También muchas características del juego fueron omitidas, como por ejemplo la posibilidad de ensamblar varios objetos para fabricar cócteles molotov o balas ígneas. Tampoco se puede explorar libremente todo Central Park (sólo varias zonas concretas sin posibilidad de salir de ellas). Sin embargo, sí
revisas bien las áreas encontrarás munición, las botellas explosivas y más sprays médicos.
Ambas versiones (Wii y PS2) son idénticas excepto en la jugabilidad, ya que la versión de Wii hace uso del Wiimote y el Nunchuk.
Cabe destacar que las críticas a la versión de Wii están divididas, pocos piensan que es la peor versión del juego mientras
otros piensan que después de la versión de PlayStation 3 es la mejor.

### Alone in the Dark: Inferno (Playstation 3)
Debido a las malas críticas que tuvo Alone in the Dark en los medios de comunicación, la compañía Atari y Eden Studios decidieron retrasar el lanzamiento de la versión de PlayStation 3 con el objetivo de optimizarlo y mejorar algunas de las características más criticadas tanto por los jugadores como por la prensa. Seis meses después (noviembre de 2008), se puso el juego a la venta para PlayStation 3 con el título Alone in the Dark: Inferno, con las siguientes características y mejoras:
- Jugando en tercera persona, la cámara ahora está más alejada de Edward, y la cámara se puede mover libremente 360° con total libertad, permitiendo ver mejor lo que hay alrededor.
- Si Edward tiene un objeto equipado en las manos (por ejemplo, una maza), el jugador puede mover la cámara con el joystick analógico derecho de forma libre (cosa que no se puede hacer en las otras versiones). El joystick sólo sirve para golpear al enemigo si el jugador mantiene pulsado el botón L1.
- La conducción de los vehículos ha sido notablemente mejorada. Además, el copiloto avisa en todo momento a Edward (y por tanto, al jugador) que vaya girando hacia la izquierda o a la derecha para no perderse. También han sido aumentado el número de "puntos de control" (checkpoints) por si el jugador perece en la carrera.
- Se ha incluido una nueva secuencia y un jefe final exclusivo en el episodio 6.
- Los efectos de luces y sombras se han visto algo mejorados (pero solo se aprecia bien si se juega en una televisión de alta definición).

### Finales
Los finales que se pueden obtener son bastante confusos, también cambian según las versiones (siendo la versión de PS2 y Wii el peor final).
En PS2 llegas a donde habías dejado a Sara en el cuarto 943 (lo cual también había sido gran confusión por los recortes de diálogo de la versión) y a continuación ves como una luz blanca (la cual aparentemente es Lucifer) se mete dentro de Sara, si pulsas el botón disparar mientras Edward apunta la matarás, y Lucifer se meterá en el cuerpo de Edward y luego aparecen los créditos, ese es el final malo. El bueno consiste en no disparar, entonces Sara (ahora Lucifer) se acerca a ti y sin tocarte te noquea, luego Edward abre los ojos y ve cómo Lucifer se acerca a él, luego aparecen los créditos, mientras que para las otras versiones es un poco diferente: el final bueno también consiste en no disparar, si haces esto Sara es poseída por Lucifer, Edward se da cuenta y se aleja caminando tranquilamente, luego ella dice: "¿Qué se siente al estar tan solo?" y él responde: "Me acostumbré" y así termina, en el malo por el hecho de matar a Sara Edward es poseído, y el guardián dice: "Ya no eres un hombre", él responde: "Soy el portador de la luz, ¡soy el maldito universo!" y manda al guardián hacia el averno, luego él responde: "Los hombres se levantarán contra ti" y Lucifer termina diciendo: "¿Crees que vine solo?".

### Venganza de Atari
Debido a las críticas malas que recibió el juego, Atari dijo que los críticos europeos jugaron copias piratas del juego, además pidieron que hicieran otras reviews basadas en las copias oficiales. Muchos sitios web no decidieron hacer otra review ya que
aseguraron que jugaron las copias verdaderas,
Muchos usuarios en YouTube al ver la review en video de IGN pensaron que ellos fueron los únicos que jugaron las versiones piratas.

## Curiosidades
- En el juego, se dice que se le perdió el rastro a Edward Carnby en el año 1930, pero en el juego Alone in the Dark: The New Nightmare la historia se basa en el año 2001, si bien este Edward Carnby no es el mismo que el del resto de juegos de la saga.
- En el juego, vemos como varias fisuras tratan de tragarse a Edward o que criaturas tratan de matarlo. Pero al principio del juego, Padington le dijo a Edward que estaba protegido por la piedra, luego se la dio y nunca ha estado protegido Edward.
- Las versiones (PC, Xbox 360) fueron las primeras en salir, después saldrían las versiones PlayStation 2, Wii, inferiores técnicamente a las anteriores.